# عين تاوجطات

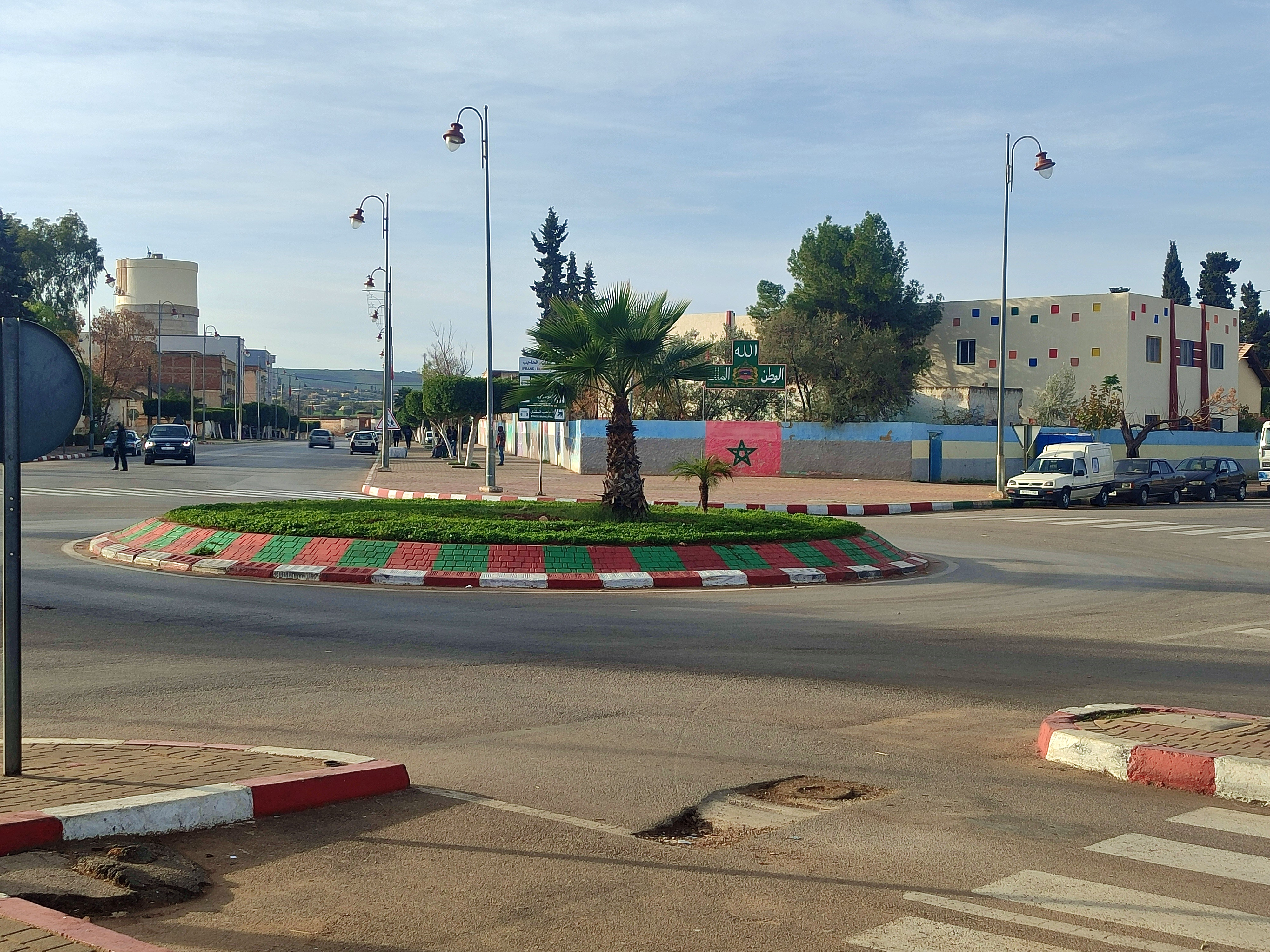
مركز مدينة عين تاوجطات قرب مدرسة علي بن أبي طالب

عين تاوجطات هي مدينة مغربية وسط البلاد.تقع عين تاوجطات بين فاس ومكناس. تنتمي عين تاوجطات لإقليم الحاجب، وتضم 28.288 نسمة (حسب الإحصاء الرسمي سبتمبر 2014).حيث تبعد عن مدينة مكناس ب 38.8 كلم، و تبعد عن مدينة فاس ب 22 كلم 

## التسمية
سبب التسمية يرجع إلى ظهور عين ماء فقيل عين وجدت أو بالمعنى وجدت عين فسميت باللهجة الدارجه عين تاوجطات ،تعني بالفرنسية la source est déjà prête
وهناك رواية أخرى لها وجاهتها التاريخية : و ترجح أن هذا الاسم  أصله  أمازيغي (أغبالو نثوجطات) الذي كان بتداوله سكان قبيلة ايت لحسن ايوسف ، الذين كانوا يتوافدون على العين لجلب الماء, و "أغبالو" تعني  "عين" – "ثوجظت" يعني طائر منتوف الريش  كان مشهورا بالمنطقة يتجمع حول العين ، لتصبح  التسمية الحقيقية للمدينة هي "عين تاوجطات ” وليس عين تاوجطات التي اعتمدها المجلس البلدي في دورته الاستثنائية بتاريخ 21/09/2016

## الجغرافيا
يوجد في مدينة عين تاوجطات ثلاثة منابع مائية، وهي: بن كازة، ومنبع الغارة، وعين أملال

## السكان
عاش في عهد الحماية الفرنسية العديد من الفرنسيين و اليهود  في المدينة ، أما ا في عصرنا الحالي ، فنجد خليطا متعددا من الاجناس ، من بينهم الريفيون الذين حالوا بالمدينة من شمال المغرب و الامازيغ ،و العرب إلخ

## الاقتصاد

### القطاع الفلاحي
بالنظر لموقعها الجغرافي تعد عين تاوجطات مدينة فلاحية بالأساس، ولديها إمكانيات فلاحية مهمة ، حيت يضم عددا من التعاونيات الفلاحية داخل مدارها الحضاري وسوق يومي للخضر بالجملة وسوق أسبوعي إضافة الى ثانوية فلاحية، كل هذه التجهيزات جعلت المدينة مركزا للربط بين المنتجين الفلاحيين والعارضين وبين أصحاب الطلب القادمين من مدينة فاس ومكناس ومختلف مدن المغرب.

### القطاع التجاري
يقام سوق أسبوعي قار في مدينة عين تاوجطات كل يوم  خميس من كل أسبوع ، وخلال هذا اليوم ينتقل الكثير من الباعة والتجار إلى السوق الجديد؛ وقد تم نقل هذا السوق خارج المدينة في اتجاه الطريق المؤدية إلى مدينة الحاجب، حيث كان مقره سابقاً في وسط المدينة ، ويقوم التجار في هذا السوق بعرض جميع أنواع الخضار والفواكه، وجميع أنواع المنتجات المحلية، حيث يعمل معظم سكان المدينة في الزراعة، كما يتميز هذا السوق بوجود مجموعة من الخدمات الغريبة، و يميز السوق بطابع شبه قروي و يضم السوق  مناطق متعددة  للخضر و الفواكه و المواشي و  للدجاج و السمك و اللحم إلخ

## النقل والمواصلات

### السكك الحديدية

محطة القطار عين تاوجطات حاليا

تضم المدينة محطة للقطار و تعد شرياننا مهما للتنقل و التجارة

### الطريق السيار
تم تدشينه يوم الخميس 01 فبراير ، وقد ساهم  هذا البدال المقام   على مستوى مقطع الطريق السيار فاس مكناس في تعزيز مستوى ربط جهة فاس مكناس بأهم الأقطاب الاقتصادية بالمملكة ،كما ساهم في الربط المباشر لمدينة عين تاوجطات بمختلف المدن المغربية خاصة مدينتي مكناس و فاس . أيضا في  تسهيل وتنظيم حركة السير عبر تحسين شروط السلامة والراحة للزبناء والمستعملين للطريق.
يتكون هذا البدال من ثلاث ممرات للدخول على مستوى محطة الأداء، إحدى هذه الممرات مخصصة للأداء عن بعد وممران للخروج. وبذلك، سيسمح البدال بالربط بين الطريق السيار الرباط-فاس على مستوى النقطة الكيلومترية 157 (على بعد 28 كلم من بدال شرق مكناس باتجاه فاس) والطريق الجهوية رقم 716 . وتقدر الكلفة الإجمالية لهذا المشروع ب55 مليون درهم.

## التعليم

### التعليم الابتدائي
تضم بلدية عين تاوجطات ست مؤسسات ابتدائية عمومية وهي:

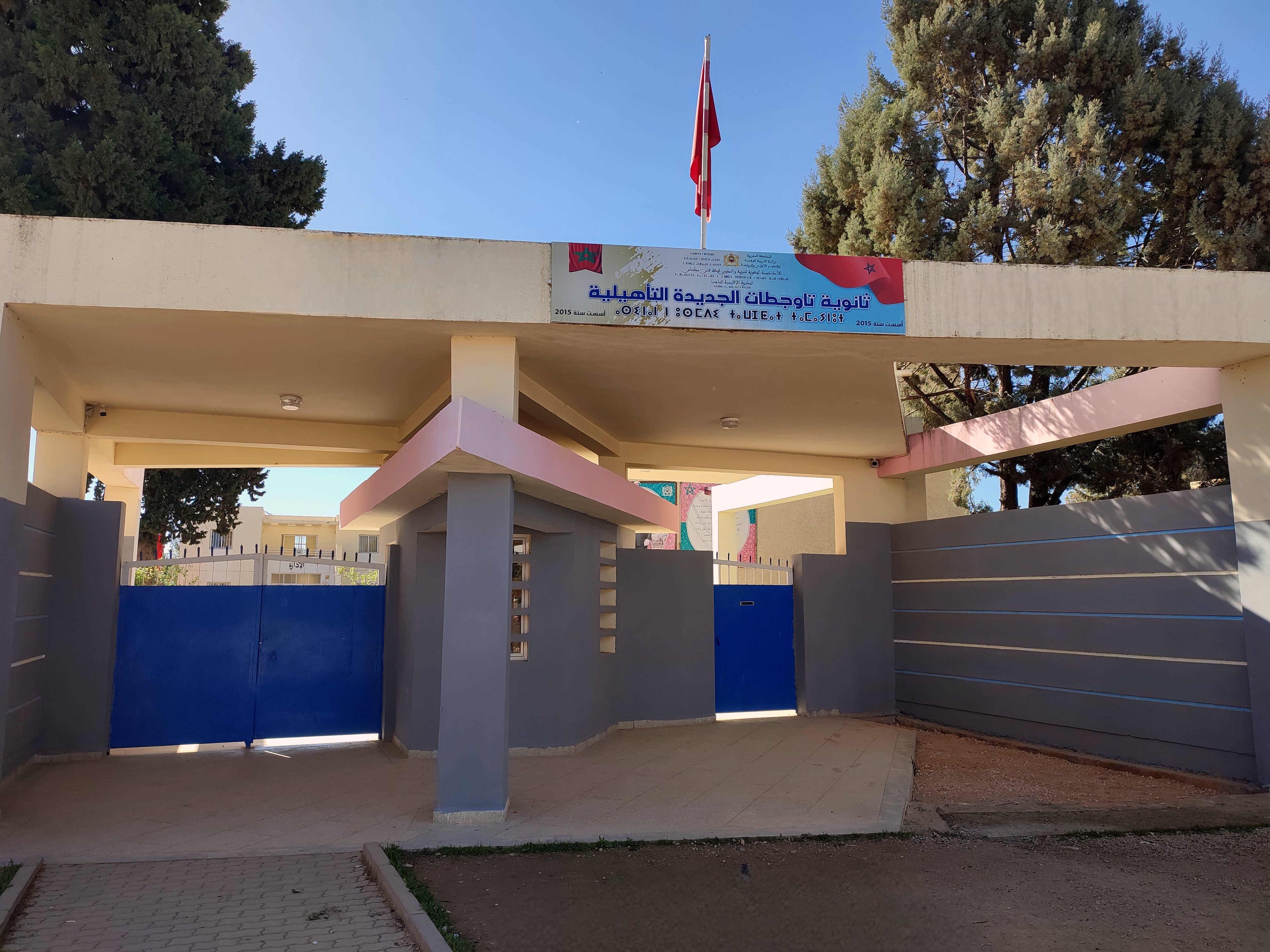
ثانوية تاوجطات الجديدة التأهيلية

1. مدرسة القدس
2. مدرسة السعادة
3. مدرسة القاضي عياض
4. مدرسة علي بن أبي طالب
5. مدرسة النرجس
6. مدرسة الكرم

### التعليم الثانوي الاعدادي

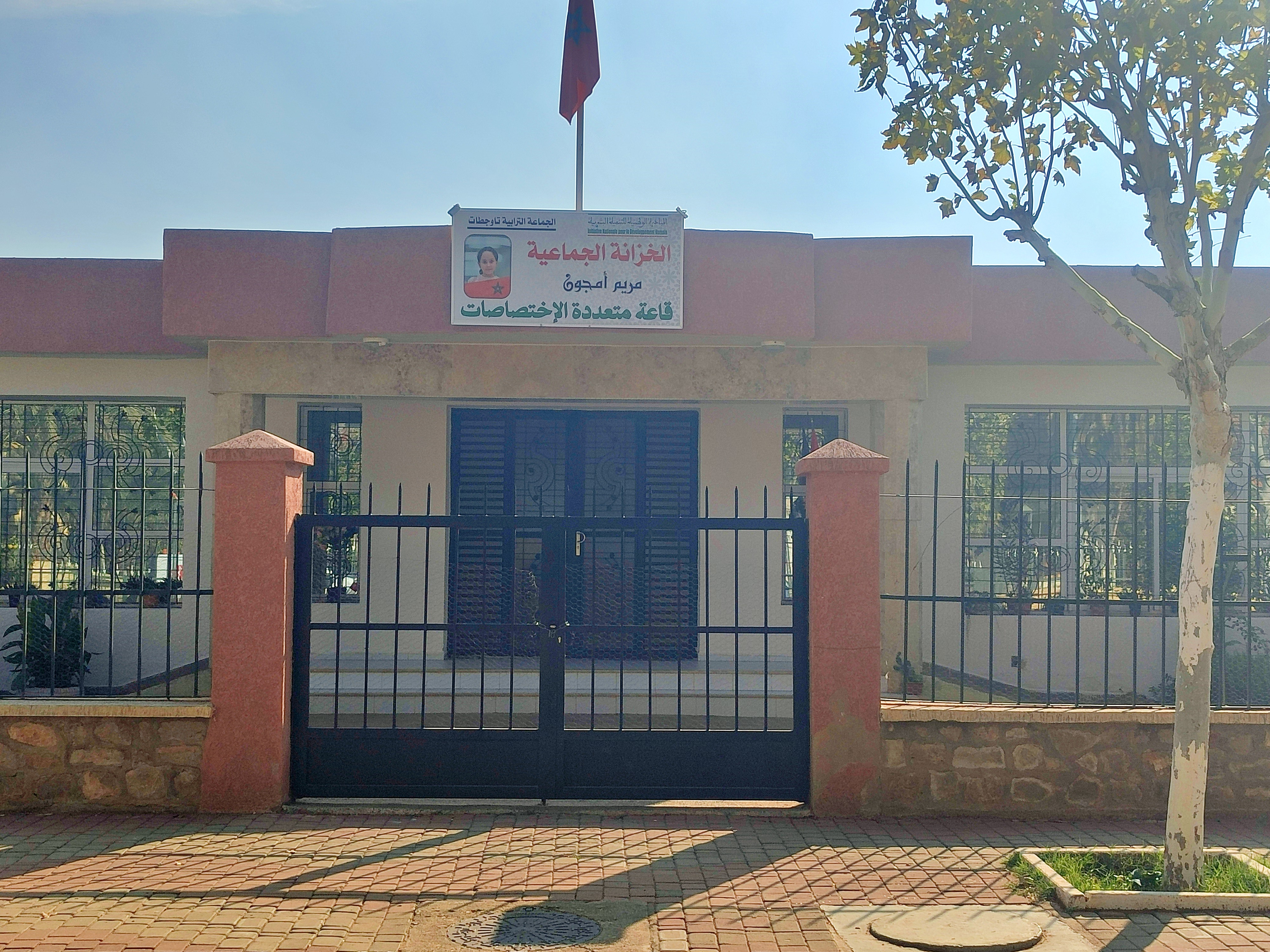
مكتبة مريم أمجون

تضم بلدية عين تاوجطات ثلاث  (03) إعداديات عمومية  و هي:
- ثانوية ابن بطوطة الإعدادية
- ثانوية طارق ابن زياد الإعدادية
- ثانوية الكرم الإعدادية

### التعليم الثانوي التاهيلي
- تضم بلدية عين تاوجطات مؤسستين(02) تأهيليتين عموميتين و هما:
- ثانوية تاوجطات الجديدة التأهيلية
- ثانوية 11 يناير التأهيلية[15]

### الشباب والرياضة

دار الشباب عين تاوجطات حاليا

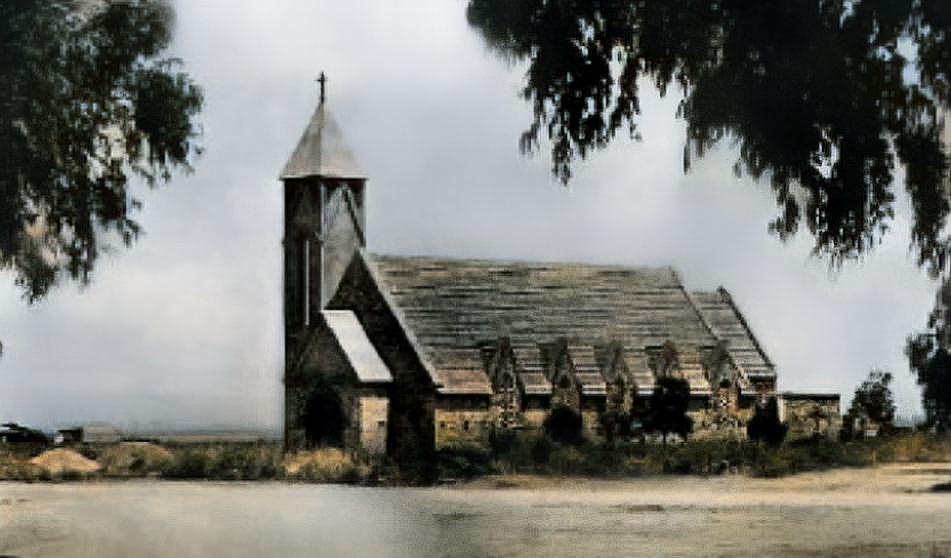
صورة للكنيسةفي الماضي و التي أصبحت اليوم دارا للشباب في عين توجطات

تضم مدينة عين تاوجطات دارا للشباب و كانت في السابق عبارة عن كنيسة تم إنشاؤها في عهد الحماية الفرنسية .

### المكتبات
تضم مدينة عين تاوجطات مكتبة تابعة للجماعة الترابية عين تاوجطات تسمى الخزانة الجماعية مريم أمجون 